# Berg am Irchel
Berg am Irchel ist eine politische Gemeinde im Bezirk Andelfingen des Kantons Zürich in der Schweiz.
Mit der neuen Kantonsverfassung wurde die Zivilgemeinde Gräslikon per Anfang 2010 aufgehoben und mit der politischen Gemeinde fusioniert.

## Wappen und Fahne
Blasonierung:
In Blau ein springender silberner Eber
Das Gemeindewappen geht zurück auf das Wappen der Herren von Erzingen-Betmaringen, die um 1361 Herrschaftsrechte im Dorf hatten; es ist damit verwandt mit dem Wappen von Erzingen im Klettgau. Als Gemeindewappen wurde es 1943 eingeführt.

## Geographie
Die Gemeinde Berg gehört zum Zürcher Weinland und liegt an der südwestlichen Grenze des Bezirks Andelfingen. Die über der Thurebene liegende Geländeterrasse von Berg am Irchel steigt gegen den südlich sich erhebenden Irchel an.

## Bevölkerung
| Jahr      | 1634 | 1698 | 1850 | 1900 | 1950 | 2000 | 2005 | 2010 | 2015 | 2020 | 2022 |
| --------- | ---- | ---- | ---- | ---- | ---- | ---- | ---- | ---- | ---- | ---- | ---- |
| Einwohner | 397  | 527  | 468  | 464  | 405  | 580  | 603  | 599  | 567  | 595  | 592  |

## Politik
Gemeindepräsident ist Roland Fehr (parteilos, Stand 2023).
Bei der Nationalratswahl 2019 erreichten die Parteien folgende Wähleranteile: SVP 52,71 %, glp 15,15 %, Grüne 8,08 %, FDP 7,33 %, SP 6,17 %, BDP 3,50 %, EDU 2,85 %, EVP 2,24 %, CVP 1,07 % und andere (8) 0,88 %.
Die Wähleranteile bei der Nationalratswahl 2023: SVP 54,15 % (+1,44 %), FDP 10,23 % (+2,90 %), glp 9,62 % (−5,53 %), SP 9,28 % (+3,11 %), Die Mitte 5,99 % (+1,41 %), Grüne 3,96 % (−4,12 %), Aufrecht Zürich 2,10 %, EVP 1,73 % (−0,50 %), EDU 1,20 % (−1,66 %), andere (11) 1,72 %.

Luftbild von Werner Friedli, 1954

## Geschichte
Gesichert ist die erste urkundliche Nennung als Berge im Jahr 1243. 1268 übertrug Ida von Teufen dem Kloster Kappel die Gerichtsbarkeit über Berg. Gemäss den Memorabilia Tigurina besass im 14. Jahrhundert das Kapitel Embrach die Niedere Gerichtsbarkeit und den Anspruch auf den Grundzehnten. Diese Rechte gingen nach der Reformation an Zürich über. Im 17. Jahrhundert wurde Berg Sitz eines eigenen landvögtlichen Gerichts.
In den Jahren 1938/40 wurde die Festung Ebersberg in die Sandsteinschicht des Ebersbergs gebaut, um feindliche Truppen am Überqueren des Rheins zu hindern oder für eine bestimmte Zeit aufzuhalten.

## Greifvogelstation Berg am Irchel
Die Greifvogelstation Berg am Irchel wurde 1956 gegründet. In Zusammenarbeit mit dem Zürcher Tierspital und der Vogelwarte Sempach ist eine Pflegestation für Greifvögel entstanden. Die Pflegestation befindet sich auf dem Gelände des ehemaligen Zehntenhauses des Klosters Rheinau. 2008 wurde die Station in die Stiftung PanEco integriert. Seit der Gründung wurden über 3'000 Greifvögel gepflegt und deren Pflege dokumentiert (Stand 2010). Dadurch verfügt die Station über wissenschaftliches Material zur Greifvogelpopulation im Zürcher Weinland. Neben der Vogelpflege betreibt die Greifvogelstation Artenschutz, speziell von seltenen Greifvogelarten, Umweltbildung, Führungen, Beratung und Schadenprävention.

## Bilder

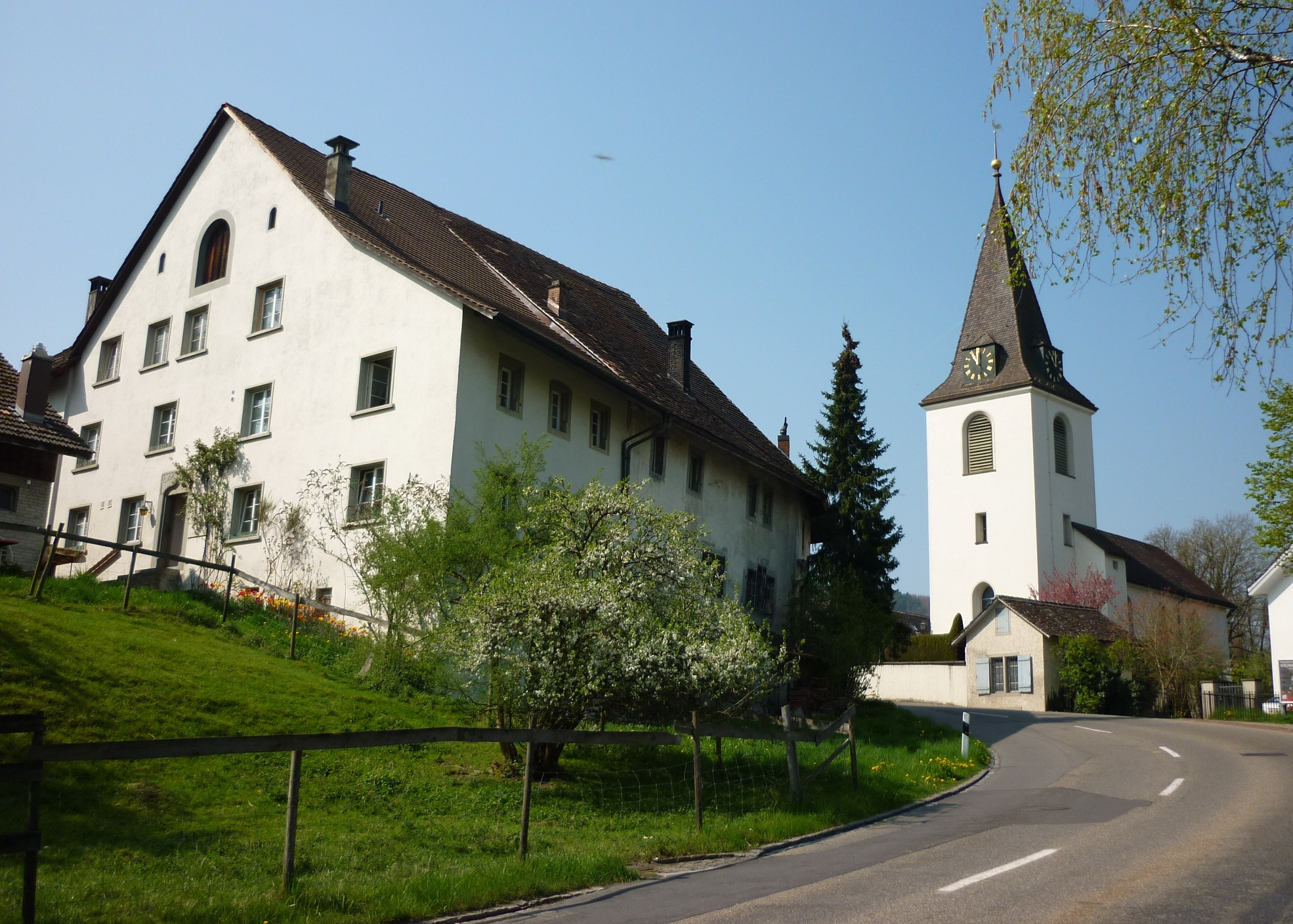
Zehntentrotte und Reformierte Kirche, 1268 erwähnt
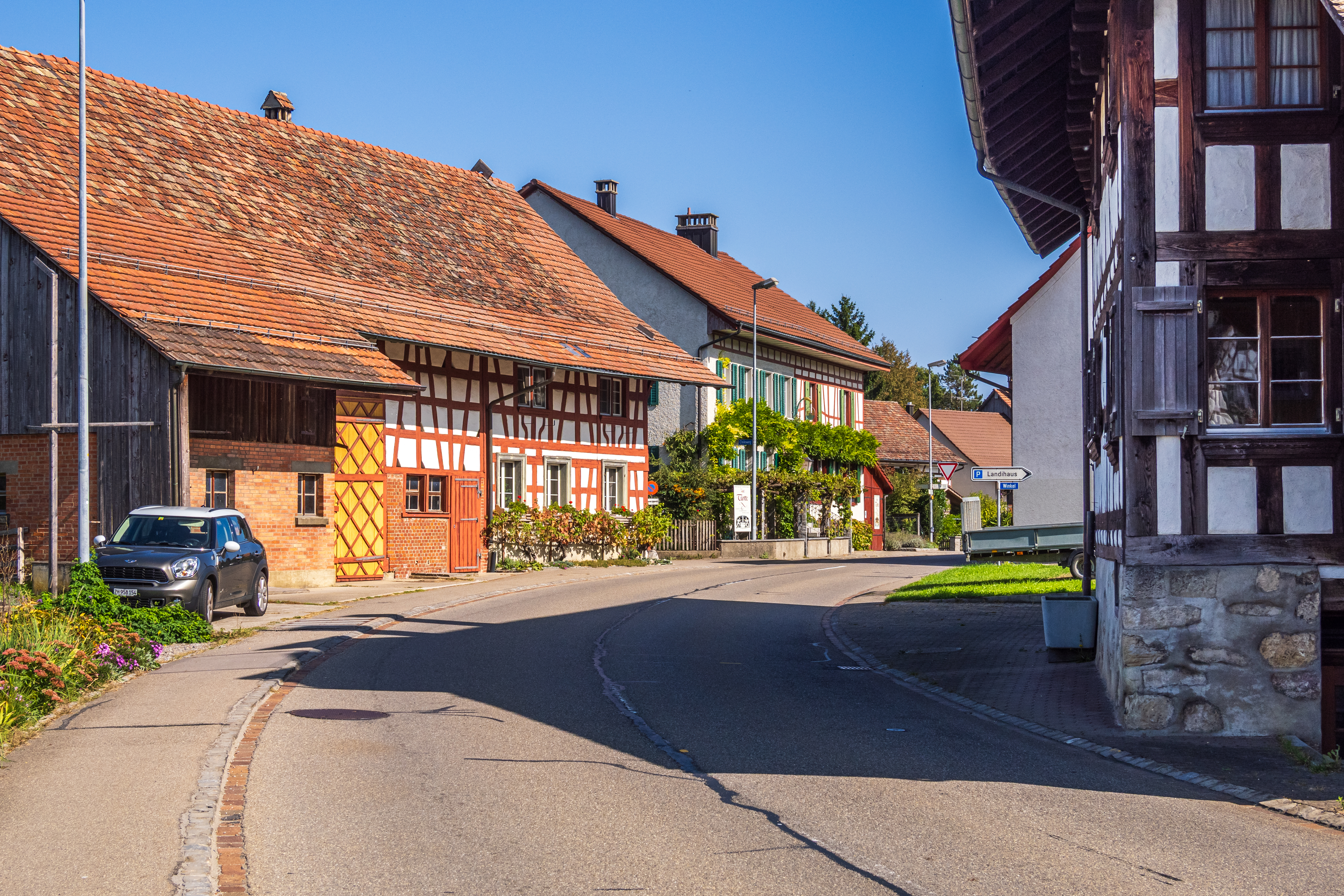
Dorfstrasse
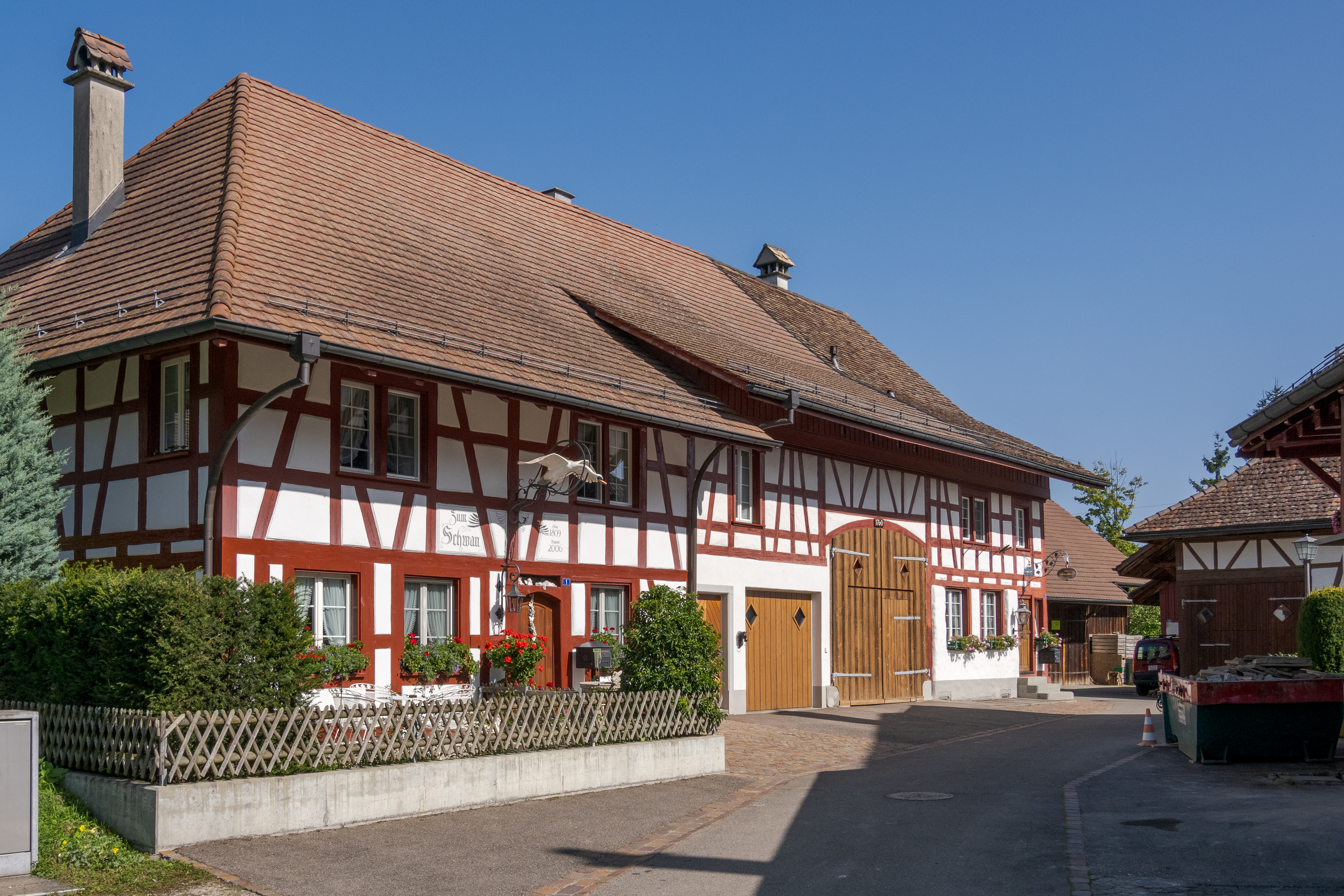
Haldenweg 1 & 5
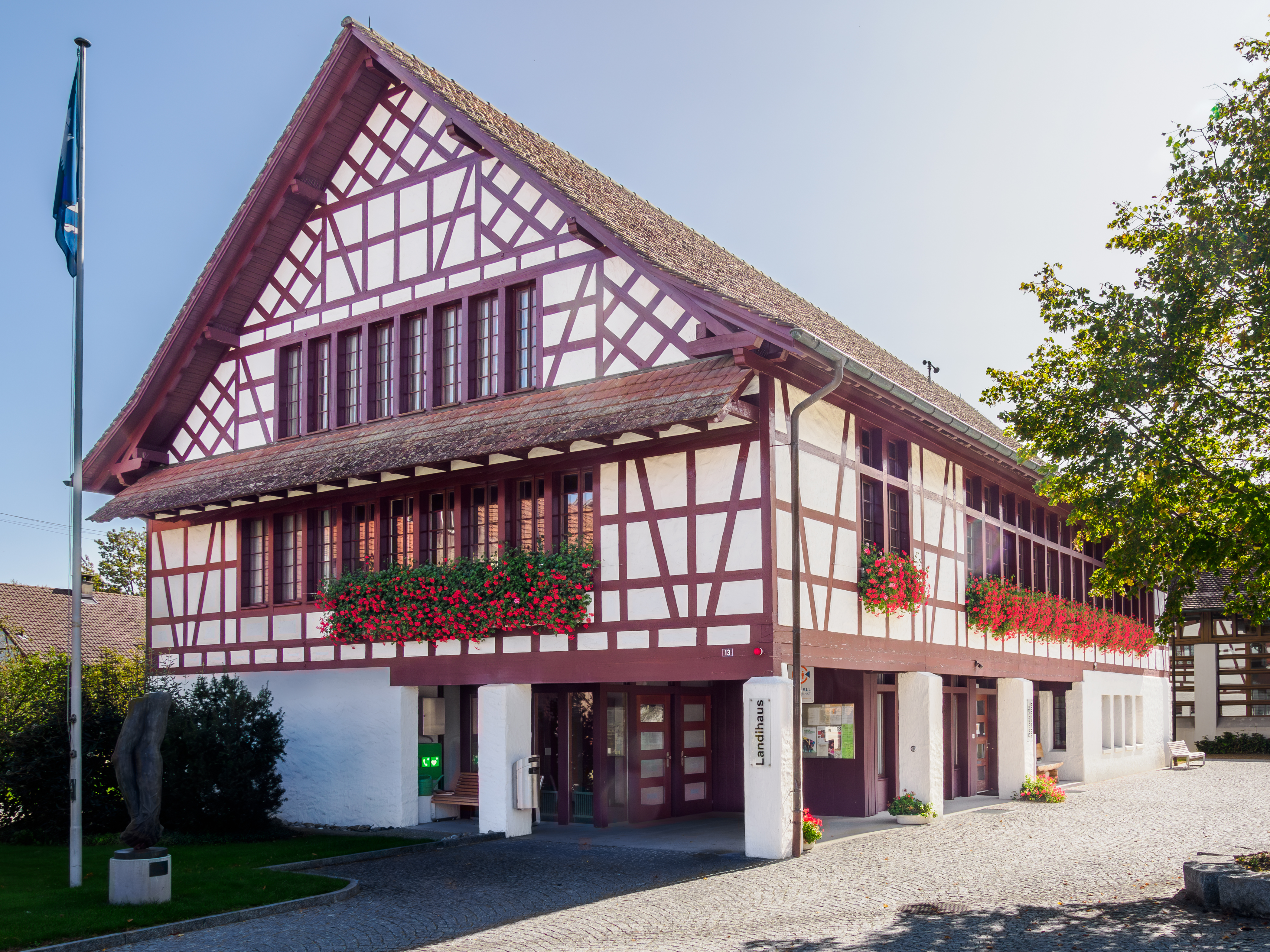
Landihaus/Gemeindeverwaltung
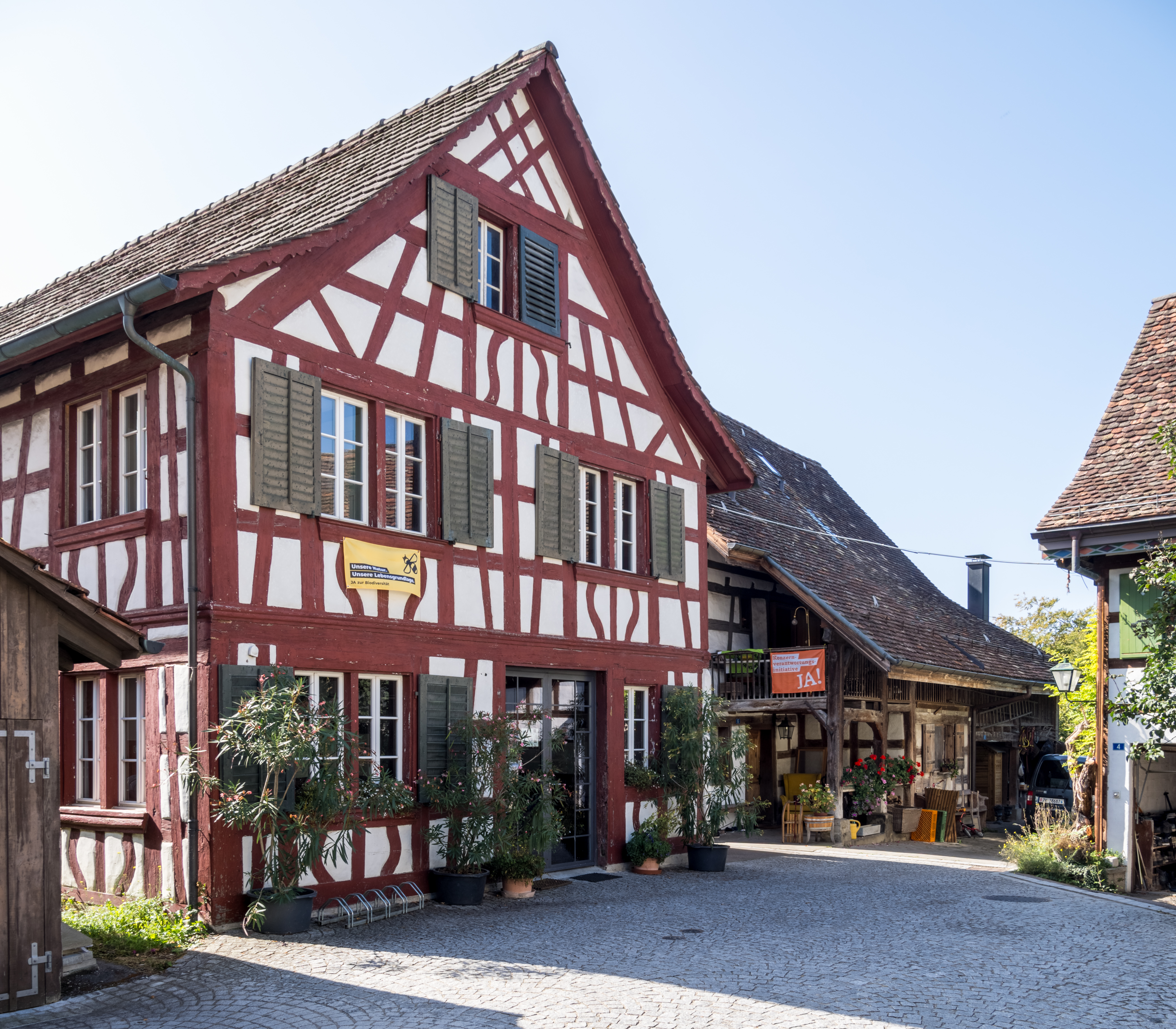
Ehem. Gemeinde- u. Schulhaus
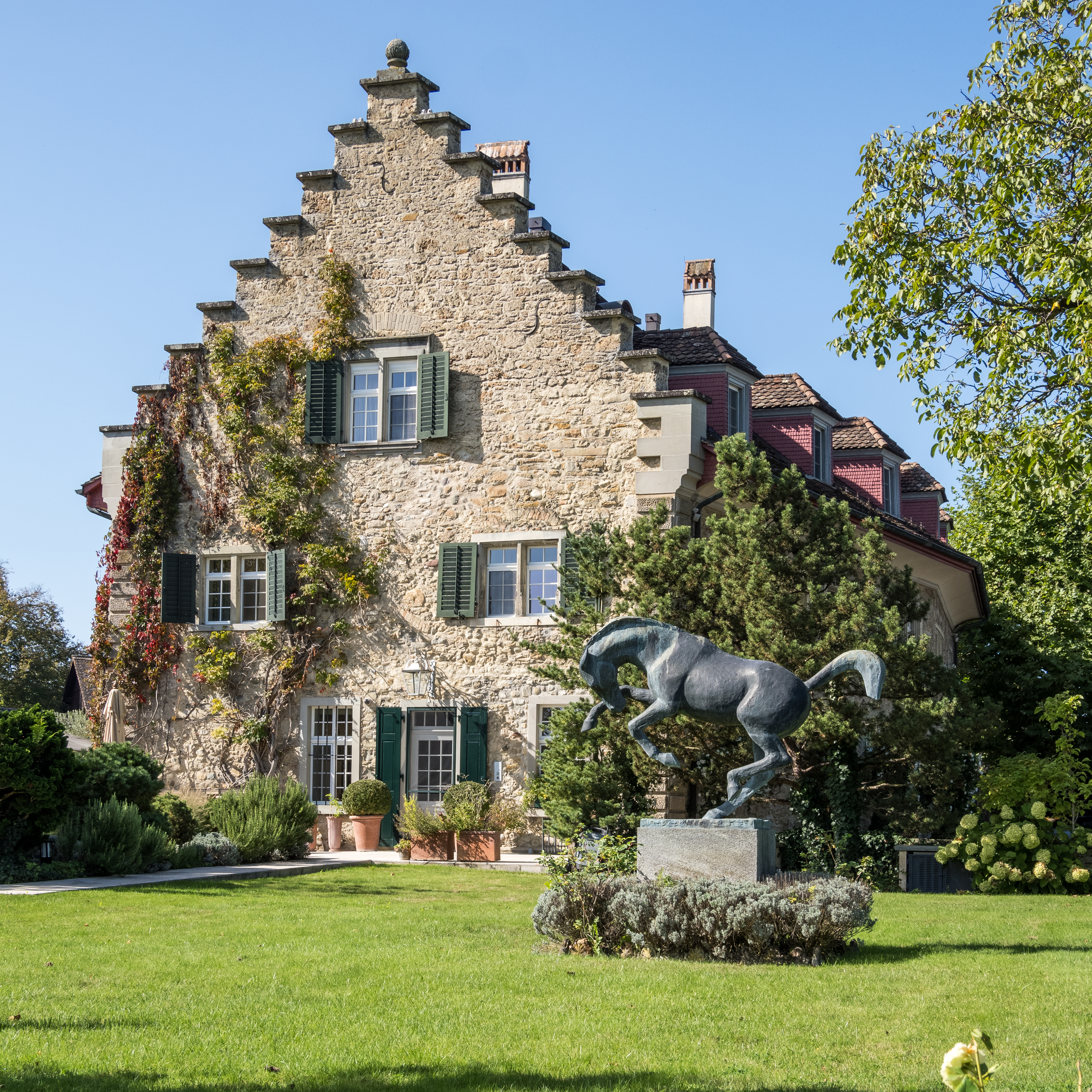
Schloss Berg
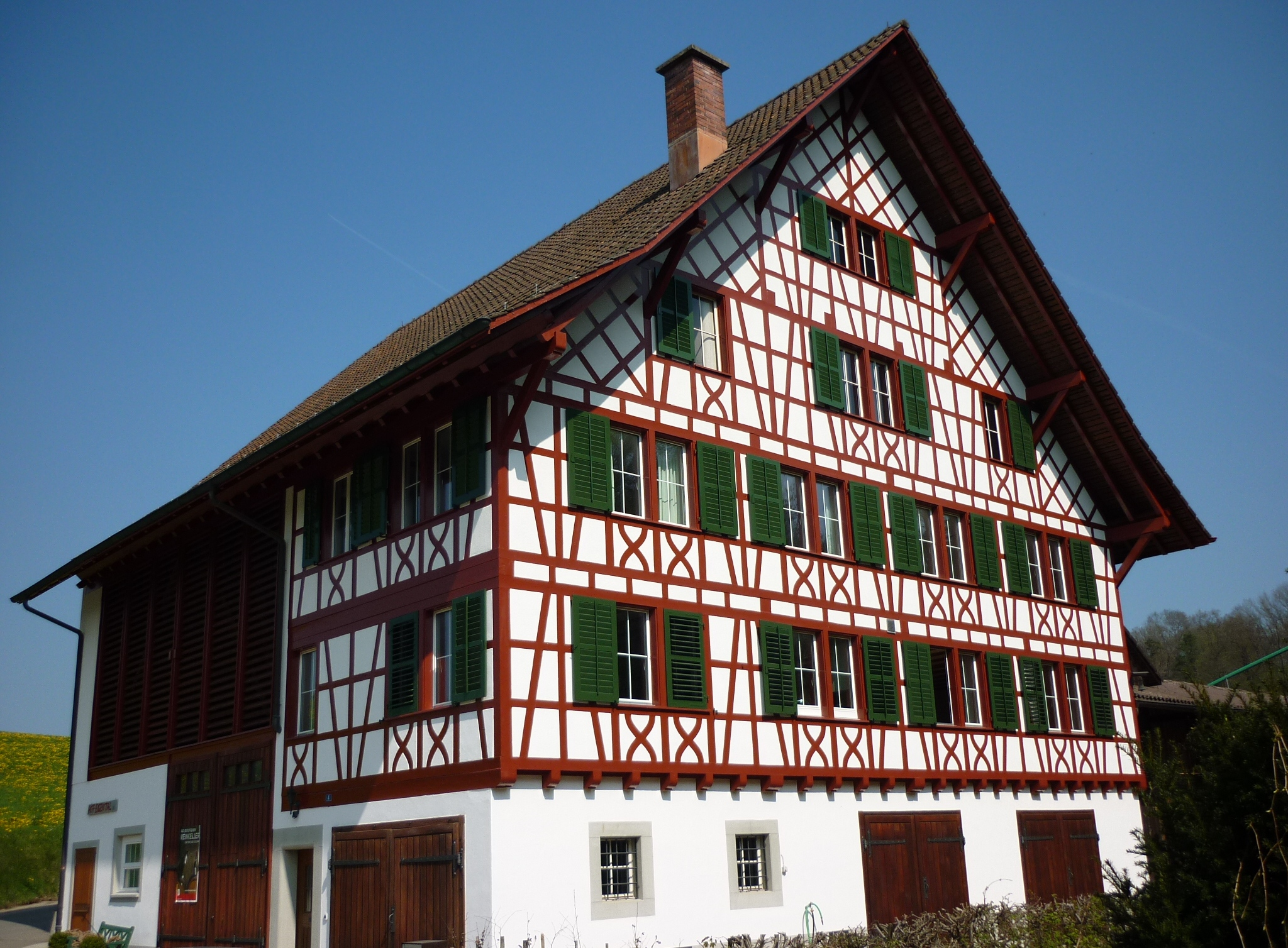
Hofgut Eigenthal
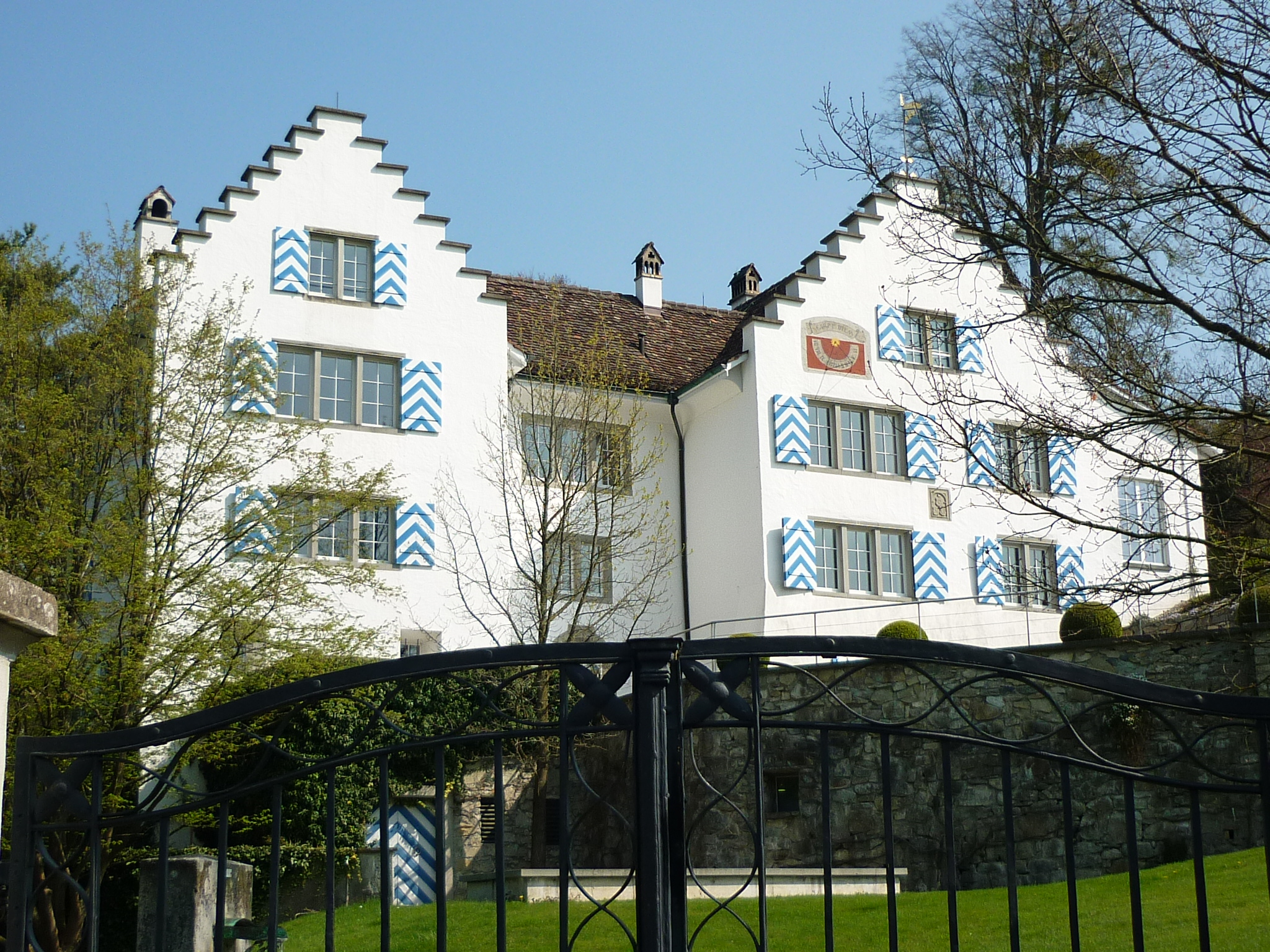
Schloss Eigenthal

## Persönlichkeiten
- Karl Fehr (1910–1994), Literaturwissenschaftler und Autor
- Hans Fehr (* 1947), Politiker (SVP)
- Georg Finsler (1852–1916), Altphilologe
- Hans Kläui (1906–1992), Frontist, Redaktor und Lokalhistoriker.
- Paul Kläui (1908–1964), Historiker und Präsident der Antiquarischen Gesellschaft in Zürich